# The Girl in the Book
The Girl in the Book (bra: A Garota do Livro) é um filme independente do gênero drama dirigido por Marya Cohn e lançado em 2015.

## Enredo
Alice Harvey, é uma editora assistente de livros de 28 anos e aspirante a escritora, tem a tarefa de lidar com o re-lançamento do livro de Milan Daneker, Waking Eyes. Alice, a filha de dois bem sucedidos, mas negligentes agentes que se encontraram pela primeira vez com Milan quando era uma adolescente em uma das festas do seu pai. Quando ela é forçada a interagir com ele de novo ela repetidamente pisca de volta para suas interações quando ela era uma criança quando ele forjou um relacionamento com ela sob o disfarce de ler seu trabalho. Quando mais tarde ele incorporou tanto a sua escrita e momentos íntimos da sua relação sexual em seu livro, ela contou para a mãe o que tinha acontecido. Ambos os pais confrontados com Milan e escolheram acreditar que ela tinha uma imaginação sobre-ativa e uma paixão por Milan, depois que Milan negou que algo havia acontecido.
No presente Alice se vê sentindo-se abalada e fora de controle quando Milan mantém inserindo-se em sua vida. Em sua festa de aniversário que ela conhece Emmett, um organizador da comunidade, e os dois começam a namorar. No entanto, quando babá de sua melhor amiga faz um comentário sobre como Waking Eyes não lhe interessa que ela tem relações sexuais com ele e é rapidamente capturado por seu melhor amigo. Emmett também descobre e despeja Alice. A fim de convencer Emmett a dar o seu relacionamento outra chance, Alice cria um blog listando 100 razões pelas quais Emmett deve levá-la de volta. Nesse meio tempo, ela confronta Milan sobre o que ele fez que ele continua a insistir que o relacionamento era o que ela queria. Mais tarde, ela pula o re-lançamento de Milan para falar com Emmett, que finalmente concorda em levá-la de volta. Depois disso, ele descobre que ela é "a menina no livro" e Alice diz a ele que ela não é mais. Recém-inspirada ela começa a escrever de novo, pela primeira vez desde Milan a traiu e titulou seu trabalho como The Girl in the Book.[carece de fontes?]

## Elenco
- Emily VanCamp — Alice Harvey
- Michael Nyqvist — Milan Daneker
- Michael Cristofer — Pai
- Talia Balsam — Mãe
- Ana Mulvoy-Ten — Jovem Alice
- Ali Ahn — Sadie
- Mason Yam — Tyler
- Courtney Daniels — Lynn
- Jordan Lage — Jack
- Malin Edengard
- John C. Vennema — Senior Editor

## Produção
Em junho de 2013, foi anunciado Emily VanCamp, e Michael Nyqvisthad se juntaram ao elenco do filme, com Marya Cohnmaking em sua estreia como diretora. A produção do filme começou em meados de junho desse mesmo ano, em New York City. Foi filmado durante uma lacuna de cinco semanas que VanCamp tinha entre as temporadas de Revenge.
Para pós-produção, os produtores do filme começaram uma campnha com a Kickstarter para arrecadar dinheiro para as despesas. Seu objetivo foi fixado em 65 mil dólares americanos em 17 de junho de 2013, elevando para mais de 342 dólares americanos após o prazo final de 1 de julho.

## Recepção
O filme tem um índice de aprovação de 93% no Rotten Tomatoes, com base em 14 avaliações da imprensa. Ele detém uma pontuação de 68 em 100 com base em 9 críticos no Metacritic, indicando revisões "geralmente favoráveis".